# Movimiento del Treinta de Mayo
El Movimiento del Treinta de Mayo (pinyin, wǔsà yùndòng 30 de mayo de 1925) fue un movimiento obrero y antimperialista del periodo medio de la época de la República de China. Se inició cuando agentes de la Policía Municipal de Shanghái abrieron fuego contra manifestantes chinos en la Concesión Internacional de Shanghái. Los disparos provocaron la censura internacional y manifestaciones por todo el país contra la presencia extranjera.

## Raíces del incedente
La segunda guerra Zhili-Fengtian de 1924 fue el enfrentamiento más destructivo que China había experimentado desde 1911. El gobierno controlado por Zhili, respaldado por los intereses de negocio angloestadounidense fue expulsado por el señor de la guerra projaponés Zhang Zuolin, que instaló un gobierno liderado por Duan Qirui en noviembre de 1924. La guerra dejó al gobierno central en bancarrota y Duan tenía poca autoridad fuera de Pekín. La autoridad en el Norte estaba dividida entre Zhang y Feng Yuxiang, un señor de la guerra respaldado por los soviéticos. El apoyo público a los militaristas del norte estaba en su nivel más bajo, siendo denominados por los del sur como junfa ("señores de la guerra"). Zhang, de inclinaciones monárquicas y basado en la conservadora Manchuria, Zhang representaba la extrema derecha de la política china y tenía pocos partidarios en el sur de China. Mientras tanto, el Kuomintang y el Partido Comunista de China se habían aliado para formar el Primer Frente Unido y habían instaurado una administración no reconocida diplomáticamente y respaldada por la URSS en la provincia de Cantón.
A pesar del luto público de la reciente muerte del héroe republicano chino Sun Yat-sen (12 de marzo), el KMT había conseguido articular organizaciones prochinas, antimperialistas y antioccidentales en las principales ciudades chinas. Los grupos del Partido Comunista también tenían más capacidad para fomentar el descontento en Shanghái, donde la mano de obra china estaba oprimida por problemas como la carencia de inspección legal y de recurso para las reclamaciones de los trabajadores.
En los primeros meses de 1925 se intensificaron los conflictos y las huelgas entre la mano de obra china y los japoneses. Entonces, el 15 de mayo un capataz japonés disparó y mató a un manifestante llamado Ku Chen-Hung. En las siguientes semanas, Ku sería visto como un mártir por los sindicatos y grupos de estudiantes chinos, resultando en numerosas manifestaciones y huelgas contra las industrias dirigidas por extranjeros, particularmente japonesas.

## Incidente
En la mañana del 30 de mayo la Policía Municipal de Shanghái arrestó a quince cabecillas de una protesta estudiantil que se celebraba alrededor de calle Nankín, en el distrito controlado por los extranjeros. Estos manifestantes fueron llevados a la comisaría de Louza (Laozha), que a las 14:45 se estaba enfrentando a una gigantesca multitud de chinos. Estos manifestantes pedían que se les devolviera a los arrestados, entrando en la comisaría (según la policía) e intentando bloquear el vestíbulo y ganar acceso a las celdas.
Un destacamento de policía (en la comisaría se encontraba un mínimo de personal, aproximadamente una docena en total) se envió para evitar que los manifestantes entrasen en el edificio. En los minutos anteriores del tiroteo, la policía y testigos informaron que se oyeron gritos de "¡muerte a los extranjeros!" y la manifestación se tornó violenta. El inspector Edward Everson, comisario y el oficial de mayor graduación presente (el comisionado K. J. McEuen no había dejado que la demostración interfiriese con su asistencia a las carreras de primavera), acabó por gritar a la multitud en chino: "¡Alto! Si no se detienen voy a disparar!". Unos segundos después, a las 15:37, y como la lucha se intensificó, disparó contra la multitud con su revólver.
A continuación la policía sij y china abrió fuego, por orden de Everson. Al menos cuatro manifestantes murieron instantáneamente, mientras que otros ocho murieron más tarde de las heridas recibidas. Al menos catorce heridos fueron hospitalizados aunque el número de heridos fue mucho mayor.

## Consecuencias
El incidente chocó e incendió la nación. Los siguientes días, los negocios y trabajadores de Shanghái se declararon en huelga, entrando las concesiones extranjeras en estado de emergencia. Las huelgas, acompañadas de violentas manifestaciones y disturbios, se difundieron por toda China y paralizaron la economía. En Hong Kong estas huelgas fueron conocidas como la Huelga de Cantón-Hong Kong, y en China propiamente como las Huelgas del Treinta de mayo.
En noviembre, con Chiang Kai-shek finalmente en el poder tras la muerte de Sun Yat-sen, y con los negocios chinos deseando volver a sus negocios, las huelgas y protestas comenzaron a desvanecerse. En Hong Kong, no finalizarían hasta 1926. En consecuencia por los disparos, Everson y McEuen fueron obligados a dimitir, y ambos dejaron China. La insurgencia nacionalista asociada con el movimiento y con la Expedición del Norte del Kuomintang finalmente vieron reformas en el gobierno de la Concesión Internacional y el Consejo Municipal de Shanghái.